# خونیک پائین (قائنات)
خونیک پائین روستایی در شهرستان قائن بخش مرکزی شهرستان قائنات استان خراسان جنوبی ایران است. بر پایه سرشماری عمومی نفوس و مسکن در سال ۱۳۹۰ جمعیت این روستا ۳۷۳ نفر (در ۱۰۷ خانوار) بوده‌است.